# Hitrostno drsanje na kratke proge na Zimskih olimpijskih igrah 2002
Rezultati hitrostnega drsanja na kratke proge na XIX. zimskih olimpijskih igrah.

## Moški

### 500 m
| Medalja | Tekmovalec               | Čas    |
| Zlato   | Marc Gagnon (KAN)        | 41.802 |
| Srebro  | Jonathan Guilmette (KAN) | 41.994 |
| Bron    | Rusty Smith (ZDA)        | 42.027 |

### 1000 m
| Medalja | Tekmovalec             | Čas      |
| Zlato   | Steven Bradbury (AVT)  | 1:29.109 |
| Srebro  | Apolo Anton Ohno (ZDA) | 1:30.160 |
| Bron    | Mathieu Turcotte (KAN) | 1:30.563 |

### 1500 m
| Medalja | Tekmovalec             | Čas      |
| Zlato   | Apolo Anton Ohno (ZDA) | 2:18.541 |
| Srebro  | Li Jiajun (KIT)        | 2:18.731 |
| Bron    | Marc Gagnon (KAN)      | 2:18.806 |

### 5,000 m štafeta
| Medalja | Ekipa                                                                                            | Čas      |
| Zlato   | Kanada (Éric Bédard, Marc Gagnon, Jonathan Guilmette, François-Louis Tremblay, Mathieu Turcotte) | 6:51.579 |
| Srebro  | Italija (Michele Antonioli, Maurizio Carnino, Fabio Carta, Nicola Franceshcina, Nicola Rodigari) | 6:56.327 |
| Bron    | Ljudska republika Kitajska (Li Jiajun, An Yulong, Li Ye, Feng Kai, Guo Wei)                      | 6:59.633 |

## Ženske

### 500 m
| Medalja | Tekmovalka               | Čas    |
| Zlato   | Yang Yang (A) (KIT)      | 44.187 |
| Srebro  | Jevgenija Radanova (BOL) | 44.252 |
| Bron    | Wang Chunlu (KIT)        | 44.272 |

### 1000 m
| Medalja | Tekmovalka          | Čas      |
| Zlato   | Yang Yang (A) (KIT) | 1:36.391 |
| Srebro  | Ko Gi-Hyun (KOR)    | 1:36.427 |
| Bron    | Yang Yang (S) (KIT) | 1:42.320 |

### 1500 m
| Medalja | Tekmovalka               | Čas      |
| Zlato   | Ko Gi-Hyun (KOR)         | 2:31.581 |
| Srebro  | Choi Eun-Kyung (KOR)     | 2:31.610 |
| Bron    | Jevgenija Radanova (BOL) | 2:31.793 |

### 3,000 m štafeta
| Medalja | Ekipa                                                                                        | Čas      |
| Zlato   | Južna Koreja (Choi Min-Kyung, Joo Min-Jin, Park Hye-Won, Choi Eun-Kyung)                     | 4:12.793 |
| Srebro  | Ljudska republika Kitajska (Yang Yang (A), Yang Yang (S), Wang Chunlu, Sun Dandan)           | 4:13.236 |
| Bron    | Kanada (Isabelle Charest, Marie-Eve Drolet, Amelie Goulet-Nadon, Alanna Kraus, Tania Vicent) | 4:15.738 |